# Chiara Di Iulio
Chiara Di Iulio (née le 5 mai 1985 à Avezzano, dans la province de L'Aquila, dans les Abruzzes) est une joueuse italienne de volley-ball. Elle mesure 1,84 m et joue au poste de réceptionneuse-attaquante. Elle totalise 10 sélections en équipe d'Italie.

## Clubs
| Club                         | Pays        | De        | À         |
| ---------------------------- | ----------- | --------- | --------- |
| Marruviana Volley            | Italie      | 1996-1997 | 1998-1999 |
| Volley Tortoreto             | Italie      | 1999-2000 | 1999-2000 |
| Montesilvano Volley          | Italie      | 2000-2001 | 2000-2001 |
| Minetti Vicenza              | Italie      | 2001-2001 | 2001-2001 |
| Volley Club Padova           | Italie      | 2001-2002 | 2002-2003 |
| Sirio Perugia                | Italie      | 2003-2004 | 2005-2006 |
| Scavolini Pesaro             | Italie      | 2006-2007 | 2006-2007 |
| Volley 2002 Forlì            | Italie      | 2007-2008 | 2007-2008 |
| Brunelli Volley Nocera Umbra | Italie      | 2008-2009 | 2008-2009 |
| Robur Tiboni Volley Urbino   | Italie      | 2009-2010 | 2010-2011 |
| Volley Bergamo               | Italie      | 2011-2012 | 2012-2013 |
| Azeryol Bakı                 | Azerbaïdjan | 2013-2014 | …         |

## Palmarès
- Ligue des champions
  - Vainqueur : 2006.
- Coupe de la CEV
  - Vainqueur : 2005, 2011.
- Championnat d'Italie
  - Vainqueur : 2005.
- Coupe d'Italie
  - Vainqueur : 2005.
- Supercoupe d'Italie
  - Vainqueur : 2006, 2011.
- Championnat d'Azerbaïdjan
  - Finaliste : 2014.